# Tringa semipalmata
Tringa semipalmata, conhecido popularmente como maçarico-de-asa-branca, é uma ave limícola de grande porte da família Scolopacidae, anteriormente pertencente ao gênero monotípico Catoptrophorus como Catoptrophorus semipalmatus, É um maçarico relativamente grande e robusto, e é a maior espécie do gênero Tringa. A espécie mais proximamente aparentada é o maçarico-de-perna-amarela, uma ave muito menor e de aparência diferente, apesar de ambas apresentarem um denso padrão no pescoço na plumagem reprodutiva. Reproduz-se na América do Norte e nas Índias Ocidentais e passa o inverno do hemisfério norte no sul da América do Norte, América Central, nas Índias Ocidentais e na América do Sul.

## Taxonomia, subespécies e distribuição
O maçarico-de-asa-branca era anteriormente colocado no gênero monotípico Catoptrophorus, mas estudos recentes indicam que a espécie pertence ao gênero Tringa. Foi sugerido que as duas subespécies fossem retratadas como espécies separadas por causa de diferenças evidentes em distribuição, comportamento, morfologia e genética, mas isso ainda tem que ser mais amplamente adotado.
As duas subespécies são:
- T. s. inornata (Brewster, 1887): reproduz-se desde as pradarias canadenses para o sul até o nordeste da Califórnia, norte do Colorado e oeste do Nebraska; inverna nas costas do Oceano Pacífico do sul dos Estados Unidos até o norte da América do Sul para o sul até o norte do Chile. Alguns passam o inverno na costa do Oceano Atlântico no sul dos Estados Unidos.[4]
- T. s. semipalmata (Gmelin, 1789): reproduz-se do sul de Terra Nova e Labrador e através da costa atlântica dos Estados Unidos até o Golfo do México, incluindo as ilhas do Caribe; inverna nas Índias Ocidentais e através da costa leste da América do Sul para o sul até o sul do Brasil e a Argentina. Não há registros documentados desse táxon invernando nos Estados Unidos.[6]

O maçarico-de-asa-branca é um vagante muito raro na Europa com registros nos Açores, Portugal continental, França, Noruega e Finlândia. O registro feito em Portugal em 29 de abril de 2009 em Alcochete, município próximo a Lisboa, mostrou características da subespécie semipalmata.

## Descrição

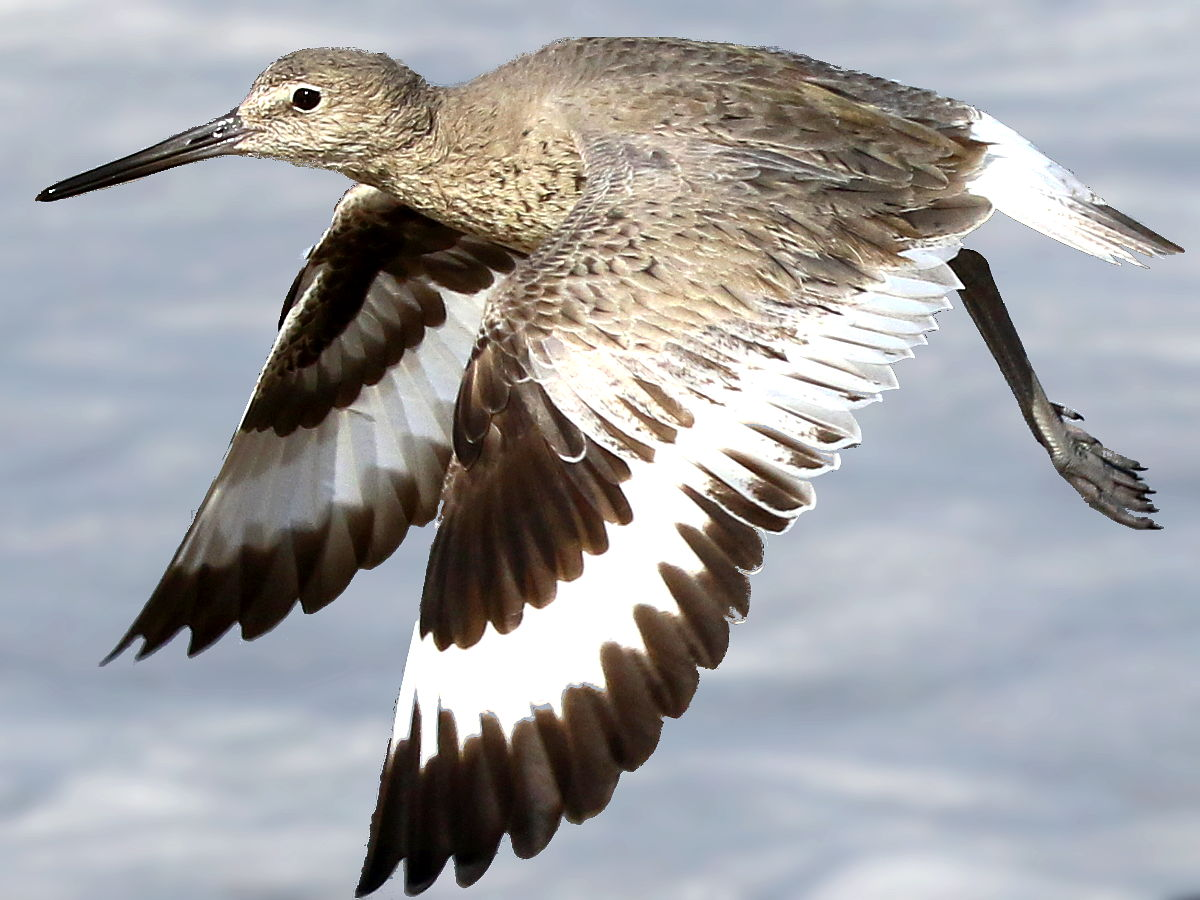
As faixas brancas nas partes inferior e superior das asas são muito distintas durante o voo. Rodanthe, NC

O maçarico-de-asa-branca é uma ave limícola de estrutura similar à do maçarico-de-perna-vermelha, tem tamanho maior que o maçarico-grande-de-perna-amarela e se assemelha às espécies do gênero Limosa quando em voo, com coberteiras e rêmiges primárias pretas contrastando com as rêmiges secundárias e uropígio brancos.[carece de fontes?]
As coberteiras pretas da parte de baixo da asa podem ser visíveis em voo. A espécie pode ser identificada quando no solo pelas pernas cinza e bico menor, pesado e reto.[carece de fontes?]
A plumagem é cinza por cima com um uropígio branco, e branca embaixo, com uma distinta área branca acima do loro e um estreito anel periocular esbranquiçado, que faz a ave parecer usar óculos.[carece de fontes?]
Na plumagem de reprodução a espécie mostra barras marrons na parte de cima. Fora da reprodução os indivíduos são mais claros.[carece de fontes?]
Medidas:
- Comprimento: 33-41 cm
- Massa: 200-330 g
- Envergadura: 70 cm

## Habitat
As duas subespécies (que podem ser espécies separadas) tem habitats de reprodução muito diferentes. A subespécie semipalmata reproduz-se em sapais costeiros, enquanto a subespécie inornata reproduz-se em pântanos de água doce, lamaçais, depressões e outras zonas úmidas continentais. No inverno setentrional, ambas as subespécies são costeiras, sendo encontradas em costas rochosas e arenosas, bem como em lamaçais e pântanos costeiros.

## Hábitos
O maçarico-de-asa-branca é flexível em seus hábitos alimentares e caça caminhando e bicando suas presas no substrato, embora também sonde a lama ou o lodo com seu bico sensível e possa perseguir presas maiores em águas rasas. Uma presa favorita nas costas são pequenos caranguejos chama-maré, bem como caranguejos da superfamília Hippoidea, minhocas, mariscos e outros invertebrados. Ele também é conhecido por se alimentar ocasionalmente de material vegetal. A espécie também caça presas mais móveis, como peixes e insetos aquáticos. O bico sensível faz com que essas aves possam caçar tanto à noite quanto de dia. Eles são territoriais tanto nas áreas de reprodução quanto nas áreas de invernada, mas formam colônias de reprodução soltas ou grupos de inverno. Na exibição em voo, as asas são mantidas rígidas e curvadas para baixo, enquanto a exibição no solo dá destaque ao padrão característico da parte inferior das asas. Geralmente são aves nervosas, e os indivíduos mais próximos da borda de um sapal são os primeiros a dar seus gritos de alarme, de uma forma que lembra o maçarico-de-perna-vermelha na Europa, embora alguns possam permitir maior aproximação. Eles costumam usar pedras, árvores ou postes de cerca para se empoleirarem.
O macho geralmente conduz a fêmea através do território e cria ninhos de teste até que selecione o lugar. O ninho consiste em uma pequena depressão no solo com 5 cm de profundidade e 15 cm de diâmetro, escavada pelas aves com os pés e o peito. O ninho fica em meio à grama perto da água na subespécie inornata, e em salinas ou dunas na subespécie nominal. Se o ninho estiver localizado na grama, a fêmea pode puxar talos de grama para o ninho como camuflagem. Folhas finas de grama e pequenos seixos podem ser usados para forrar o ninho e forro de grama pode ser trazido de alguma distância onde o ninho está em solo descoberto. O macho e a fêmea podem criar laços monogâmicos de longa duração e retornar ao mesmo território em sucessivas temporadas de reprodução. O macho defende o território de outras aves da mesma espécie, desafiando os seus vizinhos com uma caminhada ritualizada ao longo da fronteira dos territórios, o que frequentemente leva a brigas. Ambos os sexos incubam os ovos por 22–29 dias. Apesar de o macho ter uma tendência a incubar durante a noite, a fêmea sai do território antes que os filhotes ganhem penas, deixando-os sob os cuidados do macho pelas últimas duas semanas ou mais antes de emplumarem.

## Conservação
O maçarico-de-asa-branca ainda é comum em algumas partes de sua distribuição, apesar de um declínio perceptível desde a década de 1960 e de ser considerado uma espécie com risco de se tornar ameaçada se ações de conservação não forem realizadas. A subespécie inornata é ameaçada pela conversão de pastagens naturais e pela drenagem de pântanos para a agricultura, enquanto o habitat de invernada tem sido degradado localmente na Califórnia pelo desenvolvimento costeiro. Essa espécie também é vulnerável à morte por colisão com linhas de energia implementadas no seu habitat de reprodução. A passagem do Migratory Bird Treaty Act em 1918 protegeu essa espécie da intensiva exploração realizada por caçadores e permitiu que a população se recuperasse para chegar aos níveis atuais. Há um total de 250 mil maçaricos-de-asa-branca na América do Norte, dos quais 150 mil foram contados na migração do oeste e 90 mil no leste. O fato de a subespécie inornata também invernar no leste é um indício de que provavelmente existem bem menos que 90 mil indivíduos da subespécie nominal.

## Galeria

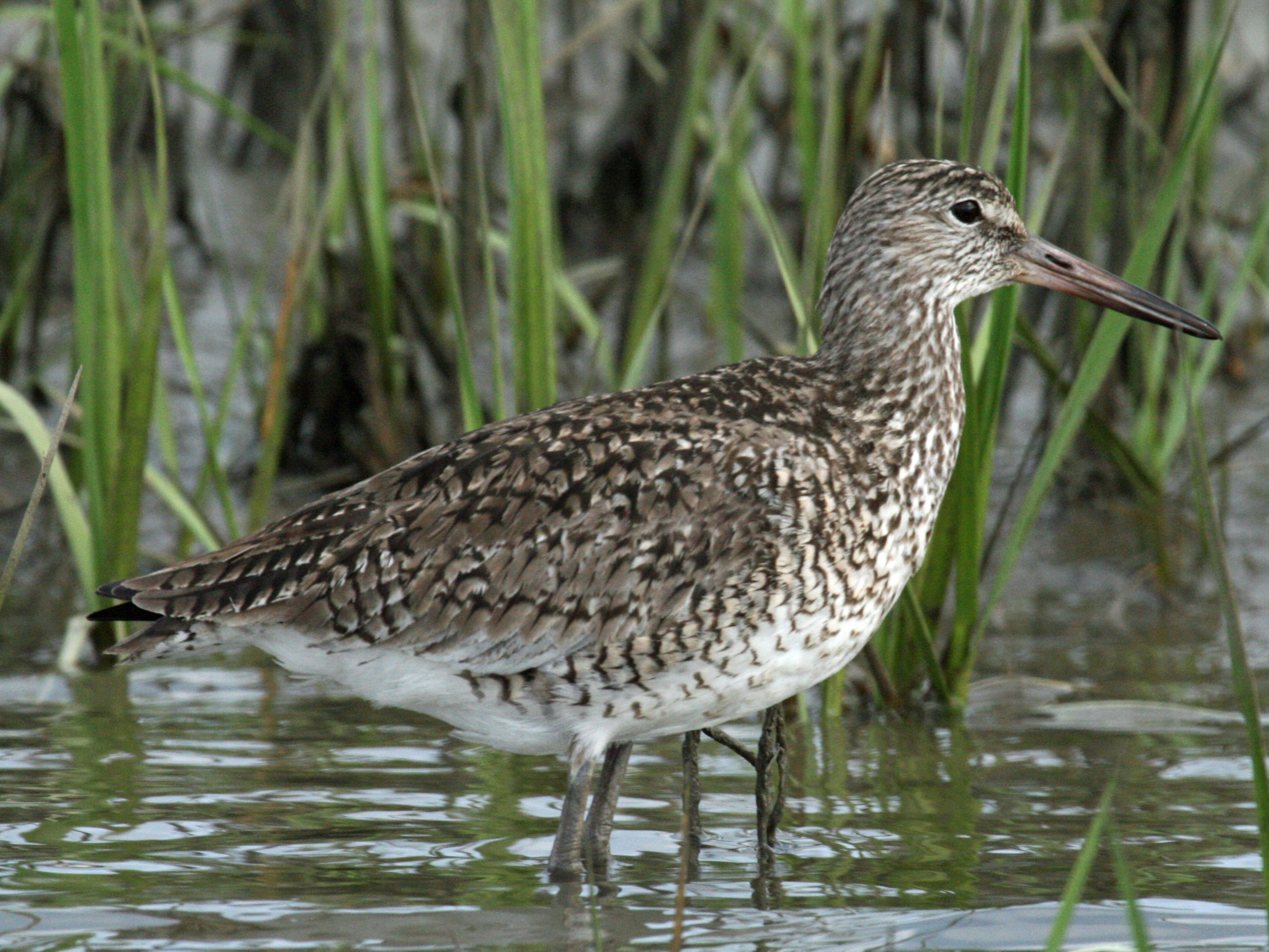
Plumagem de reprodução, Carolina do Norte
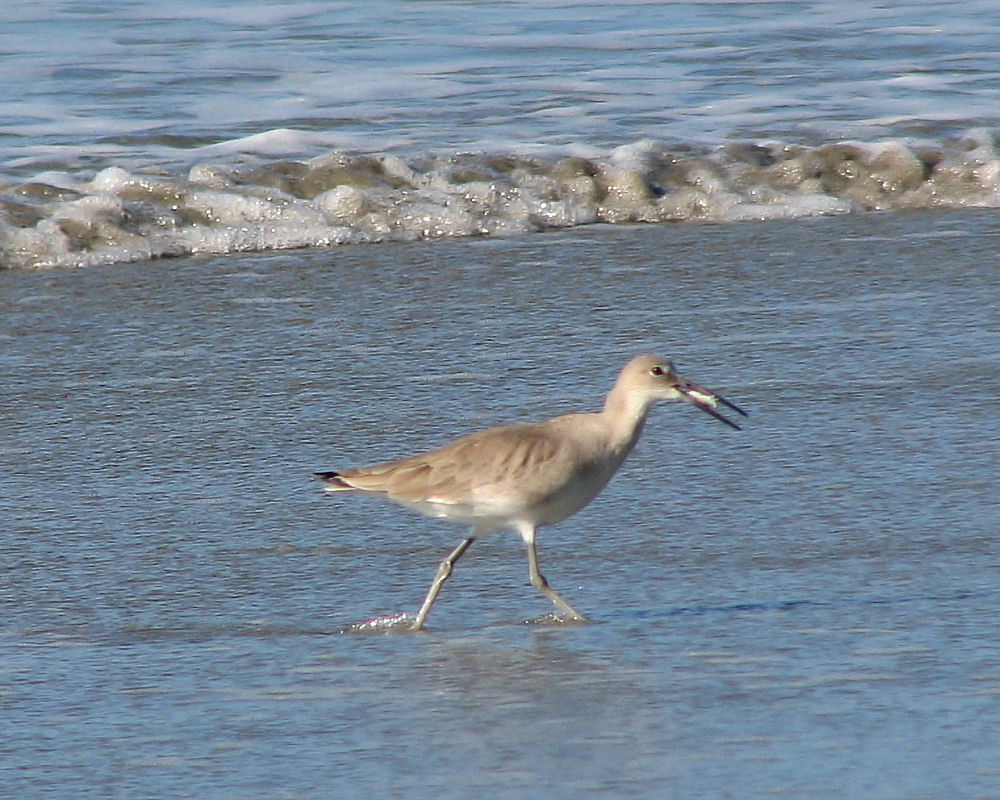
Após pegar um peixe no Parque Nacional Manuel Antonio, Costa Rica
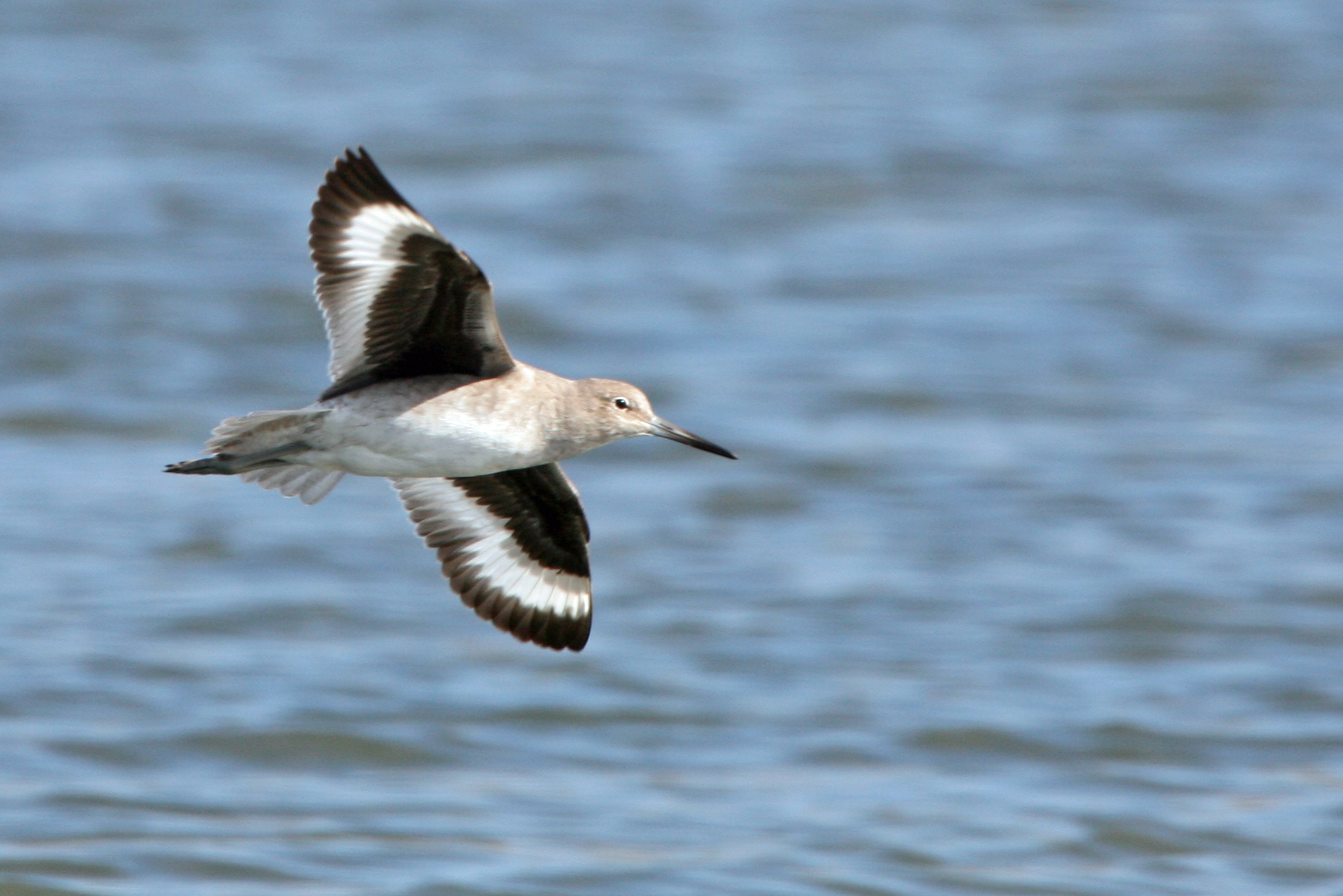
Em voo, mostrando o padrão na parte de baixo da asa
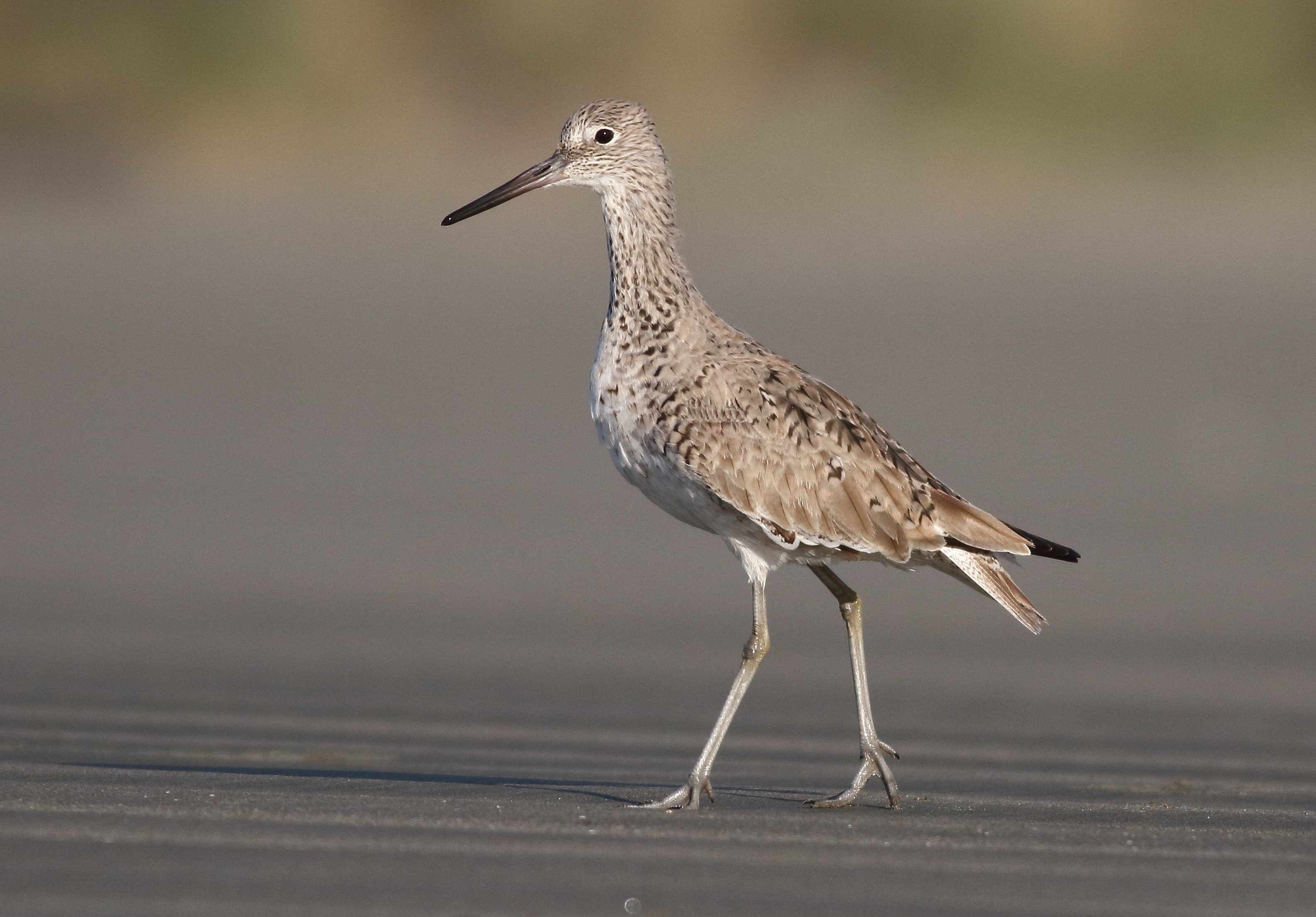
Bodega Bay, Califórnia. Abril de 2017.
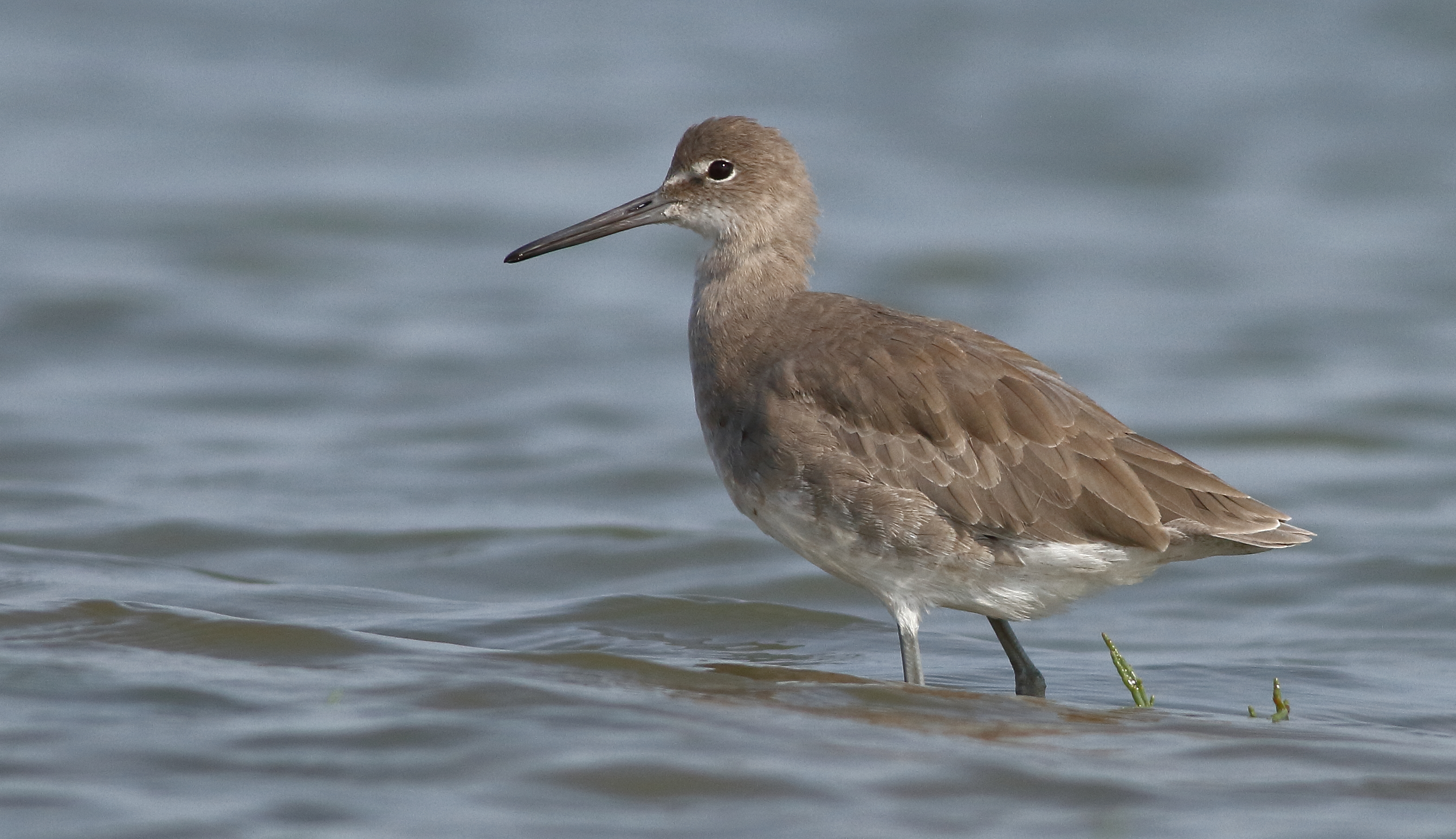
Foster City, Califórnia. Setembro de 2017.
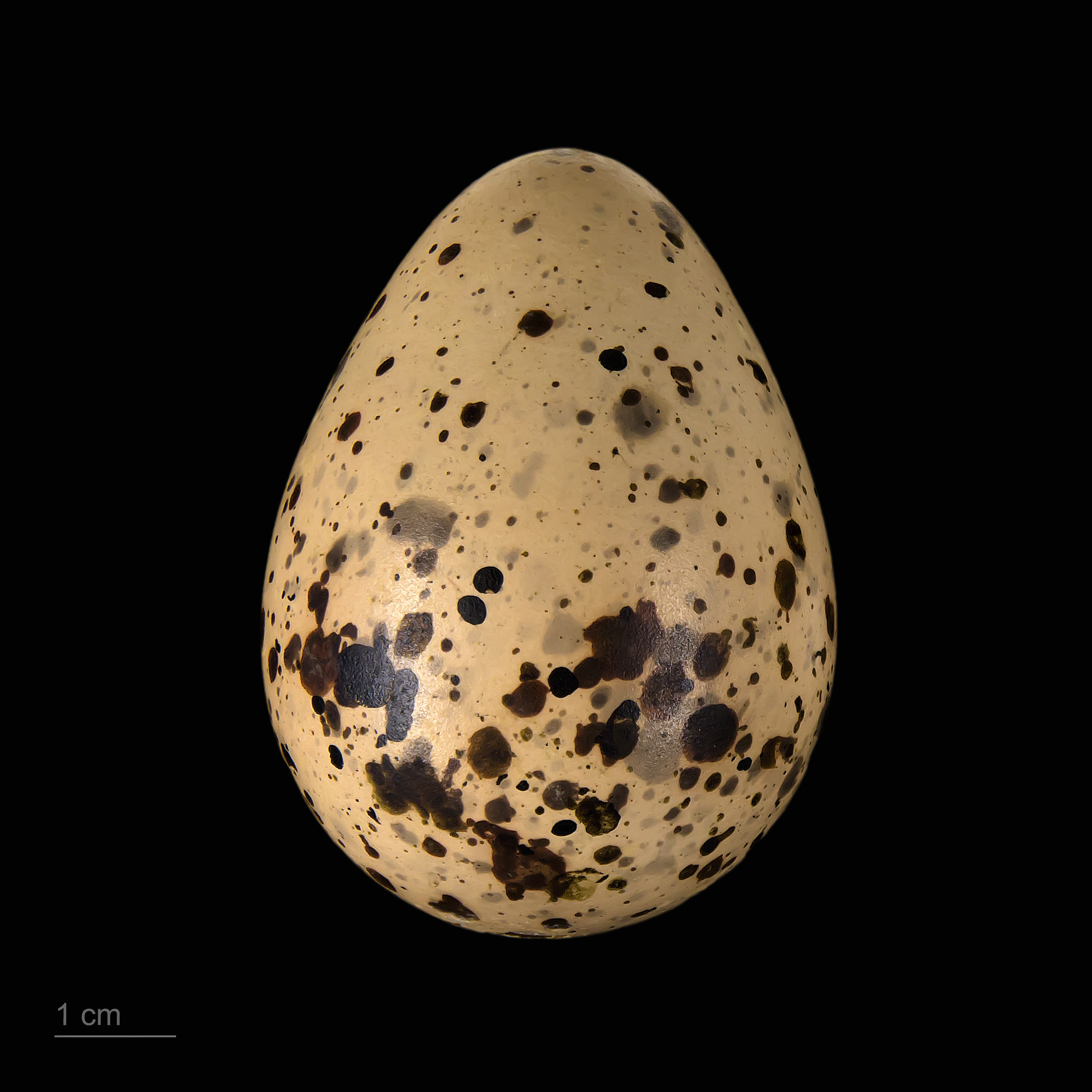
Tringa semipalmata - MHNT